# 石川喬司
石川 喬司（いしかわ たかし、1930年9月17日 - 2023年7月9日）は日本の作家、評論家。愛媛県出身。

## 略歴
愛媛県伊予三島市（現・四国中央市）出身。曾祖父は松山藩主の剣道御指南番。幼稚園から中学時代までを新居浜市で過ごす。戦時中は、住友の化学工場に学徒動員していた。旧制愛媛県立松山中学校（現・愛媛県立松山東高等学校）を経て旧制第六高等学校に進み、旧制高校時代は織田作之助や太宰治に傾倒し、詩やエッセイを発表。東京大学文学部仏文学科に進み、渡辺一夫や鈴木信太郎に師事し、飯島耕一や東野芳明、村松剛、栗田勇らと同人誌『カイエ』を作る。
1953年大学を卒業し、同年、毎日新聞社に入社。新聞記者・『サンデー毎日』編集者の傍ら文筆生活に入る。日本初めての本格的SF評論家として盛んに評論活動を行い、1963年3月5日、福島正実、星新一、小松左京ら10人と共に日本SF作家クラブを設立。また、あわせてミステリ評論も行った。
出版局編集次長を経て、1971年に毎日新聞社を退社。1972年から1973年、編集長として雑誌『TAU　現象としての建築雑誌』（商店建築社）を刊行。
1978年、『SFの時代』により日本推理作家協会賞受賞。SF作家としても活動し、代表作に自らの悲惨な戦争体験に基づく「魔法つかいの夏」がある。
1979年には東京大学にて「文学と時間」と題する講義をおこない、日本の大学における最初のSF講座として話題を呼んだ。このほか、NHKでレギュラー番組を持っていた事もある。
競馬にも造詣が深く、競馬評論家としても知られ、フジテレビ「チャレンジ・ザ・競馬」にレギュラー出演していた。当人は馬家（ばか）を自称。また、競馬を始めとして、ギャンブルを題材とした小説を対象にしたアンソロジーを数多く編纂している。
日本推理作家協会常任理事。日本文芸家協会、日本ペンクラブ、日本SF作家クラブ、アジア・アフリカ作家会議の各会員。競馬国際交流協会評議員。日本SF大賞、江戸川乱歩賞、横溝正史賞などの選考委員。日本SF評論賞の選考委員長を第1回から第3回までつとめた。
2013年、他のベテラン作家とともに日本SF作家クラブの名誉会員となる。
2023年7月9日、肺炎のため死去した。92歳没。
2024年2月、第44回日本SF大賞功績賞を受賞した。

## 人物
競馬好きとして知られ、星新一からは「あいつは作家でなくて馬家（ばか）だ」と言われるほどだった。

## 作品

### 小説
- 『魔法つかいの夏』 早川書房（1968年）
  - ハヤカワ文庫（1975年）
- 『走れホース紳士』祥伝社（1974年）
  - 徳間文庫（1982年）
- 『アリスの不思議な旅』 ハヤカワ文庫（1974年12月）
- 『競馬聖書』 グリーンアロー出版社〈グリーンアロー・ブックス〉（1975年）
  - 徳間文庫（1983年）
- 『世界から言葉を引けば』 河出書房新社（1978年11月）
- 『エーゲ海の殺人』 集英社（1980年12月）
  - 旺文社文庫（1986年3月）
- 『彗星伝説』 講談社（1982年1月）
  - 講談社文庫（1985年12月）
- 『傑作競馬小説集』 実業之日本社（1984年）
  - 『ホース紳士奮戦す』 徳間文庫（1987年12月）
- 『絵のない絵葉書』 毎日新聞社（1986年5月）
  - 集英社文庫（1991年4月）

### 評論・エッセイ
- 『極楽の鬼 推理小説案内』 早川書房（1966年）
  - 『極楽の鬼 マイ・ミステリ採点表』 講談社（1981年1月）
- 『SFの時代 日本SFの胎動と展望』 奇想天外社（1977年11月） 
  - 双葉文庫〈日本推理作家協会賞受賞作全集〉（1996年11月）
- 『SF・ミステリおもろ大百科』 早川書房（1977年11月）
  - 『夢探偵 SF&ミステリー百科』講談社文庫（1981年）
- 『馬家物語 人はなぜ競馬をするか』 現代評論社（1978年10月）
  - 徳間文庫（1984年1月）
- 『IFの世界』 毎日新聞社（1978年12月）
  - 講談社文庫（1983年1月）
- 『紳士は競馬がお好き 馬家先生、世界を駆ける』 現代評論社（1983年10月）
  - 徳間文庫（1986年5月）
- 『ターフの誘惑 Endless dreams for pegasus』 廣済堂出版（1996年5月）
- 『競馬場の歩き方 ガイドエッセイ地方競馬の魅力』 ミデアム出版社（1999年11月）

### 石川喬司競馬全集
1. 『走れホース紳士・紳士は競馬がお好き』 ミデアム出版社（1992年）ISBN 4944001312
2. 『競馬聖書・馬家物語』 ミデアム出版社（1992年12月）ISBN 4944001339
3. 『新編ホース紳士奮戦す・女か馬か・明日の手帖・面長の恋人たち』 ミデアム出版社（1993年6月）ISBN 4944001363

### 編書・アンソロジー
- 『世界SF全集（35） 日本のSF（短篇集）現代篇』 福島正実 共編 早川書房（1969年）
- 『世界SF全集（34） 日本のSF（短篇集）古典篇』 早川書房（1971年）
- 『世界ミステリ全集〈18〉37の短篇』 早川書房（1973年）
  - のち、18作品が『天外消失』（2008年、ハヤカワ・ポケット・ミステリ）
  - のち、12作品が『51番目の密室』（2010年、ハヤカワ・ポケット・ミステリ）
- 『本命 競馬ミステリー傑作選』 光文社（1976年、カッパ・ノベルス）
  - 徳間文庫（1985年）
- 『夢の中の女 ロマンSF傑作選』 伊藤典夫 共編 ベストブック社（1976年）
  - 旺文社文庫（1984年1月）
- 『日本SF・原点への招待 「宇宙塵」傑作選』（全3冊） 柴野拓美 共編 講談社（1977年5月）
- 『SFファンタジア』1 - 7 小松左京、松本零士、野田昌宏 共編 学習研究社（1977年 - 1980年）
- 『四次元の殺人 SFミステリー傑作選』 光文社（1977年、カッパ・ノベルス）
  - 光文社文庫（1990年3月）
- 『世界のSF文学総解説』 伊藤典夫 共編 自由国民社（1978年）、のちの新版は伊藤典夫の単独編
- 『エラリイ・クイーンとそのライヴァルたち』 山口雅也 共編 パシフィカ（1979年）
  - 新版 西武タイム（1987年5月）
- 『一攫千金の夢』 日本ペンクラブ編、石川喬司選、集英社文庫（1983年1月）
- 『黄金の指 ギャンブル小説傑作集1』 結城信孝 共編 光文社（1984年9月）
- 『華麗なる賭け ギャンブル小説傑作集2』 結城信孝 共編 光文社（1984年9月）
- 『女は一回勝負する ギャンブル小説傑作集3』 結城信孝 共編 光文社（1984年10月）
- 『「名勝負（ギャンブル・ロマン）」傑作大全』 上・下巻、結城信孝 共編 光文社（1993年6月）
- 『黄金の腕 ギャンブル小説傑作集』 結城信孝 共編 光文社文庫（1993年8月）

### 対談本
- 『SF作家オモロ大放談』 小松左京、筒井康隆、星新一、大伴昌司、平井和正、矢野徹、豊田有恒 共著 いんなあとりっぷ社（1976年）
  - 『おもろ放談 SFバカばなし』 角川文庫（1981年）
- 『SFへの遺言』 小松左京、大原まり子、高橋良平、森下一仁、笠井潔、巽孝之 共著 光文社（1997年6月）

### テレビアニメ
- スカイヤーズ5 - 原案